# Karol Waduła
Karol Waduła (ur. 25 grudnia 1909 w Czarnym Lesie, zm. 21 lipca 1976) – polski robotnik, poseł na Sejm PRL I i III kadencji. Budowniczy Polski Ludowej, przodownik pracy.

## Życiorys
Syn Karola. Pracował jako wytapiacz w nowobytomskiej Hucie Pokój. Należał do Polskiej Zjednoczonej Partii Robotniczej, w której pełnił funkcję przewodniczącego Komitetu Zakładowego.
W 1952 i 1961 uzyskiwał mandat posła na Sejm PRL z okręgów Zabrze i Chorzów, w trakcie III kadencji zasiadał w Komisji Oświaty i Nauki.
Został pochowany na cmentarzu w Rudzie Śląskiej.

## Odznaczenia
- Order Budowniczych Polski Ludowej (1959)[2]
- Order Sztandaru Pracy I klasy (1955)[3]
- Order Sztandaru Pracy II klasy (1952)[4]
- Złoty Krzyż Zasługi (1951)[5]
- Medal 10-lecia Polski Ludowej (1954)[6]
- Odznaka „Zasłużonego Przodownika Pracy” (1954)[7]